# Llista de seleccions del Campionat d'Europa de Futbol sub-17 de la UEFA 2007
Seleccions del Campionat d'Europa de Futbol sub-17 de la UEFA 2007.

## Bèlgica
| Nº   | Nom                      |
| ---- | ------------------------ |
| 1    | Jo Coppens               |
| 2    | Dimitri Daeseleire       |
| 3    | Rudy Ngombo              |
| 4    | Koen Hustinx             |
| 5    | Niels Ringoot            |
| 6    | Laurens Spruyt           |
| 7    | Guillaume François       |
| 8    | Cédric Ciza              |
| 9    | Christian Benteke        |
| 10   | Eden Hazard              |
| 11   | Kevin Kis                |
| 12   | Stefan Deloose           |
| 13   | Maxim Geurden            |
| 14   | Sebastien Phiri          |
| 15   | Kerem Zevne              |
| 16   | Guillaume Clinckemaillie |
| 17   | Nill Depauw              |
| 18   | Maurizio Aquino          |
| Ent. | Bob Browaeys             |

## Països Baixos
| Nº   | Nom                    | Club             |
| ---- | ---------------------- | ---------------- |
| 1    | Sergio Padt            | AFC Ajax         |
| 2    | Anthony Benthem        | Sparta Rotterdam |
| 3    | Timothy van der Meulen | AFC Ajax         |
| 4    | Patrick van Aanholt    | PSV              |
| 5    | Miquel Nelom           | Feyenoord        |
| 6    | Daley Blind            | AFC Ajax         |
| 7    | Nacer Barazite         | Arsenal FC       |
| 8    | Leroy Fer              | Feyenoord        |
| 9    | Género Zeefuik         | PSV              |
| 10   | Georginio Wijnaldum    | Feyenoord        |
| 11   | Luciano Narsingh       | SC Heerenveen    |
| 12   | Johny de Vries         | SC Heerenveen    |
| 13   | Kaj Ramsteijn          | Feyenoord        |
| 14   | Marko Matic            | AZ Alkmaar       |
| 15   | Wouter de Vogel        | AZ Alkmaar       |
| 16   | Jeroen Zoet            | PSV              |
| 17   | Luis Pedro             | Feyenoord        |
| 18   | Pepijn Kluin           | AZ Alkmaar       |
| Ent. | Albert Stuivenberg     |                  |

## Islàndia
| Nº   | Nom                         |
| ---- | --------------------------- |
| 1    | Vignir Jóhannesson          |
| 2    | Jóhann Laxdal               |
| 3    | Kristinn Jónsson            |
| 4    | Frans Elvarsson             |
| 5    | Eggert Rafn Einarsson       |
| 6    | Hólmar Örn Eyjólfsson       |
| 7    | Dofri Snorrason             |
| 8    | Ragnar Thór Gunnarsson      |
| 9    | Viktor Unnar Illugason      |
| 10   | Björn Jónsson               |
| 11   | Kolbeinn Sigthórsson        |
| 12   | Trausti Sigurbjörnsson      |
| 13   | Gudlaugur Pálsson           |
| 14   | Arnar Sveinn Geirsson       |
| 15   | Aron Palomares              |
| 16   | Thórarinn Ingi Valdimarsson |
| 17   | Brynjav Benediktsson        |
| 18   | Finnur Orri Margeirsson     |
| 19   | Arnar Darri Pétursson       |
| Ent. | Lúkas Kostic                |

## Ucraïna
| Nº   | Nom                   |
| ---- | --------------------- |
| 1    | Anton Sytnykov        |
| 2    | Dmytro Kushnirov      |
| 3    | Oleksander Stetsenko  |
| 4    | Maksym Maksymenko     |
| 5    | Volodymyr Pidvirnyy   |
| 6    | Vitaliy Vitsenets     |
| 7    | Dmytro Korishko       |
| 8    | Kyryl Petrov          |
| 9    | Illya Mykhalov        |
| 10   | Artur Karnoza         |
| 11   | Sergiy Shevchuk       |
| 13   | Maxym Bilyy           |
| 14   | Yevgen Shakhov        |
| 15   | Dmytro Niemchaninov   |
| 16   | Denys Garmash         |
| 17   | Dmytro Yeremenko      |
| 18   | Anatoliy Mudrak       |
| 23   | Vyacheslav Bazilevych |
| Ent. | Yuriy Kalitvintsev    |

## Alemanya
| Nº  | Nom                 |
| --- | ------------------- |
| 1   | Fabian Giefer       |
| 2   | Markus Untch        |
| 3   | Nils Teixeira       |
| 4   | Marvin Pachan       |
| 5   | Konstantin Rausch   |
| 6   | Kevin Wolze         |
| 7   | Henning Sauerbier   |
| 8   | Patrick Funk        |
| 9   | Sascha Bigalke      |
| 10  | Toni Kroos          |
| 11  | Marvin Knoll        |
| 12  | René Vollath        |
| 13  | Kai Bastian Evers   |
| 14  | Viktor Maier        |
| 15  | Tony Jantschke      |
| 16  | Dennis Dowidat      |
| 17  | Richard Sukuta-Pasu |
| 18  | Eric Tappiser       |
| Co. | Paul Schomann       |

## França
| Nº   | Nom                |
| ---- | ------------------ |
| 1    | Joris Delle        |
| 2    | Nicolas Seguin     |
| 3    | Abdel El Kaoutari  |
| 4    | Mathieu Saunier    |
| 5    | Alfred N'Diaye     |
| 6    | Omar Benzerga      |
| 7    | Damien Le Tallec   |
| 8    | Marial Riff        |
| 9    | Fabrice N'Sakala   |
| 10   | Vincent Acapandie  |
| 11   | Thibault Bourgeois |
| 12   | Yann M'Vila        |
| 13   | Aristote Lusinga   |
| 14   | Frédéric Duplus    |
| 15   | Henri Saivet       |
| 16   | Mathieu Gorgelin   |
| 17   | Saïd Mehamha       |
| 18   | Mamadou Sakho      |
| Ent. | François Blaquart  |

## Anglaterra
| Nº   | Nom                |
| ---- | ------------------ |
| 1    | Jason Steele       |
| 2    | Seth Ofori-Twumasi |
| 3    | Joseph Mattock     |
| 4    | Henri Lansbury     |
| 5    | Krystian Pearce    |
| 6    | Jordan Spence      |
| 7    | Daniel Welbeck     |
| 8    | Daniel Rose        |
| 9    | Rhys Murphy        |
| 10   | Victor Moses       |
| 11   | Tristan Plummer    |
| 12   | Tom Taiwo          |
| 13   | Alex Smithies      |
| 14   | Michael Woods      |
| 15   | Daniel Gosling     |
| 16   | Nathan Porritt     |
| 17   | Jonathan Franks    |
| 18   | Gavin Hoyte        |
| Ent. | John Peacock       |

## Espanya
| Nº   | Nom               | Club              |
| ---- | ----------------- | ----------------- |
| 1    | Yelco Ramos       | Albacete Balompié |
| 2    | Moisés Jiménez    | Sevilla FC        |
| 3    | Alberto Morgado   | Deportivo Alavés  |
| 4    | David Rochela     | RCD Espanyol      |
| 5    | Nacho             | Reial Madrid      |
| 6    | Ignacio Camacho   | Atlètic de Madrid |
| 7    | Ximo              | València CF       |
| 8    | David González    | FC Barcelona      |
| 9    | Bojan Krkić       | FC Barcelona      |
| 10   | Fran Mérida       | Arsenal FC        |
| 11   | Ismael López      | Athletic Club     |
| 12   | Lucas Porcar      | RCD Espanyol      |
| 13   | David De Gea      | Atlètic de Madrid |
| 14   | Iago Falqué       | FC Barcelona      |
| 15   | Sergio Rodríguez  | Atlètic de Madrid |
| 16   | Daniel Aquino     | Reial Múrcia      |
| 17   | Francisco Atienza | Atlètic de Madrid |
| 18   | Ander Vitoria     | Athletic Club     |
| Ent. | Juan Santisteban  |                   |